# Condado de Carbon (Pensilvânia)
O Condado de Carbon é um dos 67 condados do estado americano da Pensilvânia. A sede do condado e sua maior cidade é Jim Thorpe, nomeado em homenagem ao atleta Jim Thorpe. O condado possui uma área de 1 003 km²(dos quais 16 km² estão cobertos por água), uma população de 58 802 habitantes, e uma densidade populacional de 60 hab/km² (segundo o Censo dos Estados Unidos de 2000). O condado foi fundado em 19 de março de 1860.